# Чемпіонат Польщі з хокею 1987—1988
Чемпіонат Польщі з хокею 1988 — 53-ий чемпіонат Польщі з хокею, чемпіоном став клуб Полонія Битом.

## Фінальний раунд
| М  | Команда               | І  | В  | Н | П  | Ш       | О  |
| -- | --------------------- | -- | -- | - | -- | ------- | -- |
| 1. | Полонія Битом         | 28 | 23 | 5 | 0  | 168:66  | 51 |
| 2. | ГКС Тихи              | 28 | 17 | 2 | 9  | 161:108 | 36 |
| 3. | Напшуд Янув           | 28 | 15 | 5 | 8  | 131:96  | 35 |
| 4. | Заглембє Сосновець    | 28 | 14 | 3 | 11 | 105:94  | 31 |
| 5. | Подгале (Новий Тарг)  | 28 | 11 | 2 | 15 | 113:104 | 24 |
| 6. | Сточньовець (Гданськ) | 28 | 8  | 5 | 15 | 84:140  | 21 |

Скорочення: М = підсумкове місце, І = ігри, В = перемоги, Н = нічиї, П = поразки, Ш = закинуті та пропущені шайби, О = набрані очки

## Кваліфікаційний раунд
| М   | Команда         | І  | В  | Н | П  | Ш       | О  |
| --- | --------------- | -- | -- | - | -- | ------- | -- |
| 7.  | ГКС Катовіце    | 30 | 11 | 4 | 15 | 117:123 | 26 |
| 8.  | Унія (Освенцім) | 30 | 10 | 5 | 15 | 107:152 | 25 |
| 9.  | ЛКС (Лодзь)     | 30 | 8  | 5 | 17 | 95:173  | 21 |
| 10. | Краковія Краків | 30 | 6  | 6 | 18 | 93:179  | 18 |

Скорочення: М = підсумкове місце, І = ігри, В = перемоги, Н = нічиї, П = поразки, Ш = закинуті та пропущені шайби, О = набрані очки

## Плей-оф (фінал)

### Чвертьфінали
- Полонія Битом — Унія (Освенцім) 2:0 (12:2, 7:2)
- Напшуд Янув — Краковія Краків 2:0 (4:3, 8:1)
- Заглембє Сосновець — Подгале (Новий Тарг) 2:0 (4:2, 4:3 Б)
- ГКС Тихи — ГКС Катовіце 2:1 (4:0, 2:6, 6:1)

### Півфінали
- Полонія Битом — Заглембє Сосновець 2:1 (4:6, 5:2, 10:1)
- ГКС Тихи — Напшуд Янув 2:1 (3:1, 5:6, 4:2)

### Фінал
- Полонія Битом — ГКС Тихи 2:0 (5:2, 4:0)

## Плей-оф (кваліфікація)

### Матч за 3 місце
- Напшуд Янув — Заглембє Сосновець 1:2 (3:2, 2:5, 2:3)

### Матч за 5 місце
- Подгале (Новий Тарг) — ГКС Катовіце 2:0 (9:2, 6:2)

### Матч за 7 місце
- Сточньовець (Гданськ) — Унія (Освенцім) 1:2 (7:6, 5:7, 1:4)

### Матч за 9 місце
- ЛКС (Лодзь) — Краковія Краків 0:4 (1:6, 1:9, 1:7, 1:4)

## Найкращий гравець
Найкращим гравцем був визнаний Генрик Грут ГКС (Тихи).

## Найкращий бомбардир
Єжи Хріст з Полонія Битом 64 очка (47+17).

## ІІ Ліга
Переможецем ліги став клуб МЗКС Торунь.